# Ондозеро (посёлок)
О́ндозеро (карел. Ontajärvi) — посёлок в составе Ругозерского сельского поселения Муезерского района Республики Карелия Российской Федерации.

## Общие сведения
Расположен на северно-западном берегу озера Ондозеро.

## Памятники истории
В посёлке сохраняются памятники истории:
- Часовня Георгия Победоносца (XIX век)[3]
- Место гибели в сентябре 1942 года 140-ка десантников 85-й стрелковой бригады. В 1976 году был установлен памятный знак в виде двух скрещённых корабельных якорей[4].
- Братская могила советских воинов, погибших в годы Советско-финской войны (1941—1944). В 1986 году, рядом с местом гибели десанта, было произведено захоронение 99-ти советских бойцов, останки которых были обнаружены в результате поисковых раскопок[4].

## Население
| 2002 | 2009 | 2010 | 2013 |
| ---- | ---- | ---- | ---- |
| 227  | ↘173 | ↘127 | ↘123 |

## Улицы
- ул. Гористая
- ул. Краснодонская
- ул. Краснофлотская
- ул. Набережная
- ул. Озёрная
- ул. Октябрьская
- ул. Полевая
- ул. Рабочая
- ул. Я. И. Романова